# كلورس تكساني
كلورس تكساني (الاسم العلمي:Chloris texensis) هو نوع من النباتات يتبع جنس الكلورس من الفصيلة النجيلية.